# Accademie reali svedesi
Le accademie reali sono organizzazioni indipendenti fondate per volere della monarchia svedese per la promozione delle arti, della cultura e della scienza. L'Accademia Svedese e l'Accademia della scienza sono responsabili anche della selezione dei vincitori del premio Nobel per la letteratura, la fisica, la chimica, e le scienze economiche.
Delle accademie reali fanno parte anche tre società scientifiche alle quali erano accordati benefici reali durante il XVIII secolo.

## Arti e cultura
- Accademia Svedese (Svenska Akademien)
- Accademia reale svedese delle arti (Kungl. Akademien för de Fria konsterna)
- Accademia reale svedese di musica (Kungl. Musikaliska Akademien)
- Accademia reale svedese di lettere, storia e antichità (Kungl. Vitterhets-, Historie- och Antikvitetsakademien)

## Scienze
- Accademia reale svedese delle scienze (Kungl. Vetenskapsakademien)
- Accademia reale svedese di scienze ingegneristiche (Kungl. Ingenjörsvetenskapsakademien)
- Accademia reale svedese di agricoltura e foreste (Kungl. Skogs- och Lantbruksakademien)

## Militari
- Accademia reale svedese di scienze belliche (Kungl. Krigsvetenskapsakademien)
- Società reale svedese di scienze navali (Kungl. Örlogsmannasällskapet)

## Società con beneplacito reale
- Regia società delle scienze di Uppsala (Kungl. Vetenskapssocieteten i Uppsala)
- Società fisiografica reale svedese di Lund (Kungl. Fysiografiska Sällskapet i Lund)
- Società reale svedese di scienze e lettere di Göteborg (Kungl. Vetenskaps- och Vitterhetssamhället i Göteborg)
- Società reale Skyttean di Umeå (Kungliga Skytteanska Samfundet)
- Accademia reale Gustavo Adolfo di Uppsala (Kungl. Gustav Adolfs Akademien)